# أبو الحسين البصري
أبو الحسين محمد بن علي بن الطيب البصري المتكلم المعتزلي (436 هـ)، شيخ المعتزلة والمنتصر لهم والمحامي عن ذمهم. 
سكن بغداد وكان يدرس هذا المذهب وله التصانيف الواسعة فيه، كان أحذق وأفضل متأخرى المعتزلة كما يقول شيخ الإسلام، قال الذهبي: (وله كتاب المعتمد في أصول الفقه من أجود الكتب يغترف منه ابن خطيب الري وله كتاب تصفح الأدلة كبير)، وكتابه المعتمد هو المعتمد في أصول الفقه عند المعتزلة.